# Latvijas Krievu savienība
Latvijas Krievu savienība (Lettisk Russisk Union, forkortet LKS), indtil 2014 kendt som Par cilvēka tiesībām vienotā Latvijā (For menneskerettigheder i et forenet Letland, forkortet PCTVL) er et lettisk politisk parti som tidligere var en alliance bestående af flere partier. PCTVL etableredes i 1998 som en alliance af partierne Tautas Saskaņas partija (Folkets harmoniparti), Latvijas Sociālistiskā partija (Letlands socialistparti) og Līdztiesība (Lige rettigheder). Alle de tre partier fik sin støtte hovedsagelig blandt den russisk-talende minoritet. I 2003 brød de to første partier ud af alliancen, men et andet parti, Brīvā izvēle tautu Eiropā (Frit valg i folkenes Europa), kom ind som nyt medlem. I 2007 blev de to daværende medlemmer i alliancen slået sammen til et parti under navnet for alliancen. PCTVL gik dermed over fra at være en alliance til et politisk parti.
PCTVL modsatte sig lettisk medlemskab af NATO og ønsker stærkere bånd til nabolandet Rusland.